# Flavicorniculum planiforceps
Flavicorniculum planiforceps là một loài ruồi trong họ Tachinidae.